# 薩克森萊比錫足球俱樂部
薩克森萊比錫足球俱樂部（FC Sachsen Leipzig ）是一家德國的足球俱樂部。主場位於德國薩克森州萊比錫。

## 歷史
薩克森萊比錫前身可追溯到1899年成立的不列顛萊比錫足球俱樂部（Britannia Leipzig），隨後俱樂部進行過數次合并。
俱樂部曾在1951年和1964年兩度捧得東德聯賽冠軍。但1966年取得東德杯冠軍後，俱樂部成績出現了波動。時常降入乙級聯賽。1990年兩德統一後，俱樂部進行了再編。2006年德國世界杯時，球隊的球場中央球場是世界杯的舉辦場地之一，也是德國世界杯唯一的一個位於前東德的場地。2009年3月，俱樂部宣布破產（俱樂部的第一次破產是在2001年），因而遭到了降級。

## 著名球員
- 烏韋·路斯拿（Uwe Rösler）

## 外部連結
- 官方網站 （页面存档备份，存于）
- The Abseits Guide to German Soccer （页面存档备份，存于）